# Rafał Malczewski (malarz)
Rafał Marceli Ludwik Fortunat Józef Malczewski (ur. 24 października 1892 w Krakowie, zm. 15 lutego 1965 w Montrealu) – polski malarz, rysownik, pisarz i felietonista, taternik, narciarz, popularyzator Tatr i sportu. Syn malarza Jacka Malczewskiego i jego żony, Marii z Gralewskich.

## Życiorys
Ukończył gimnazjum św. Jacka w Krakowie. W latach 1910–1915 studiował w Wiedniu filozofię, architekturę i agronomię. Po powrocie do kraju kształcił się w krakowskiej ASP, uczył się również malarstwa w atelier ojca. W okresie 1915–1939 mieszkał w Zakopanem. Był zamiłowanym taternikiem, doskonałym narciarzem i ratownikiem TOPR (w 1917 podczas wspinaczki na południowej ścianie Zamarłej Turni w Tatrach śmierć poniósł jego towarzysz, Stanisław Bronikowski, a sam Malczewski przez całą noc, przywiązany do haka, oczekiwał na pomoc ratowników).
W październiku 1917 roku wszedł w związek małżeński ze starszą od siebie o cztery lata Bronisławą Dziadosz, reemigrantką z USA, nauczycielką angielskiego. W listopadzie tego roku na świat przyszedł ich syn Krzysztof. Małżeństwo, m.in. w opinii Marii Kasprowicz, nie było udane. Małżonkowie mieli dwoje dzieci. Ojciec artysty, widząc jego trudną sytuację materialną, pomagał mu finansowo, m.in. kupując mu willę Marysin, do której małżonkowie wprowadzili się w 1923.

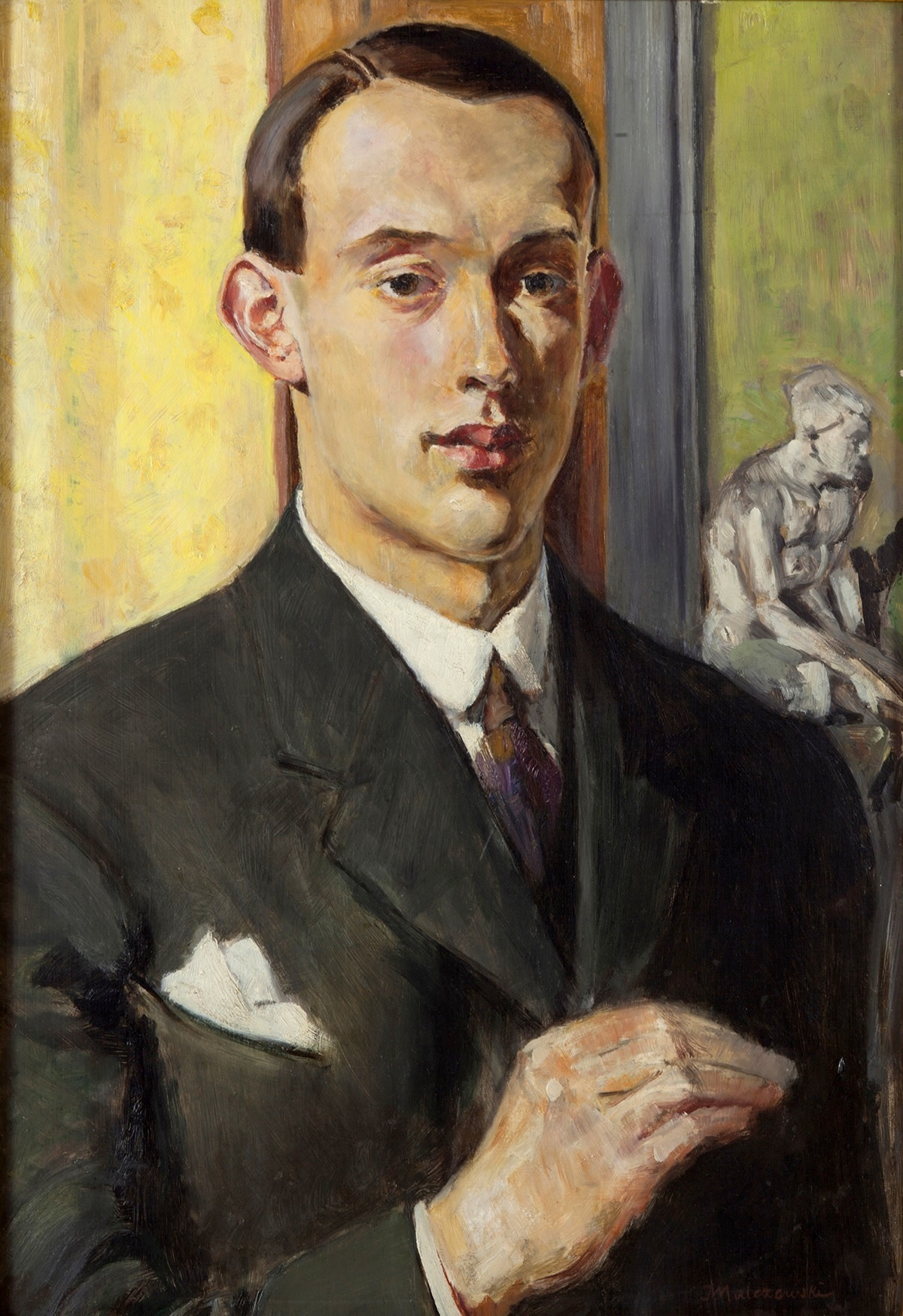
Portret pędzla ojca

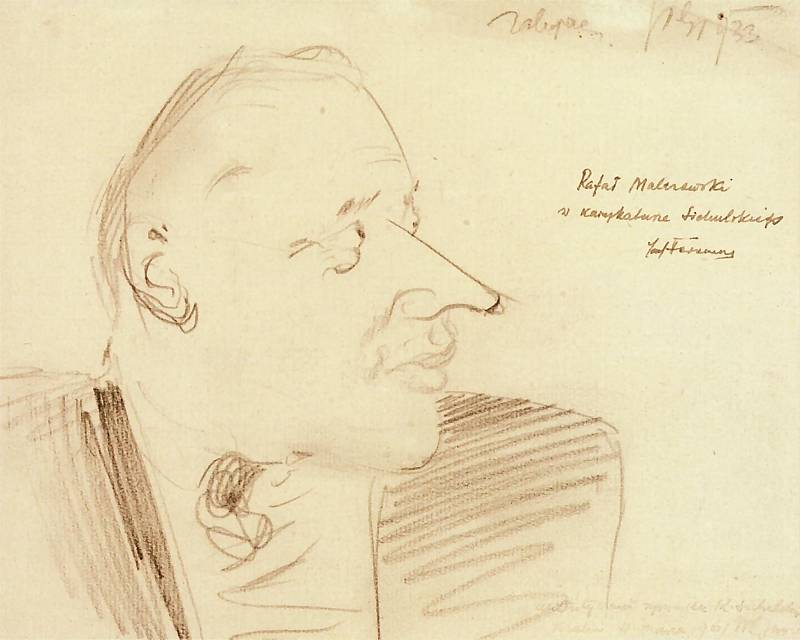
Karykatura Malczewskiego autorstwa Kazimierza Sichulskiego, 1923 r.

Rafał Malczewski był przyjacielem Witkacego, Karola Szymanowskiego, Kornela Makuszyńskiego, Iwaszkiewiczów oraz wielu innych wybitnych artystów i intelektualistów ówczesnych czasów. W 1932 wstąpił do Stowarzyszenia Artystów Polskich „Rytm”. Był projektantem scenografii w Teatrze Formistycznym w Zakopanem.
W 1938 w nowym gmachu Muzeum Narodowego w Warszawie pozostawił część swoich prac (kilka lat wcześniej, ze względu na trudną sytuację materialną, sprzedał do warszawskiego muzeum całą odziedziczoną spuściznę po ojcu). W 1939 po wybuchu II wojny światowej, wraz z towarzyszącą mu Zofią Mikucką, uciekł przez Słowację, Budapeszt, Wenecję do Paryża. Tu uzyskał pomoc materialną z ambasady Polski. W połowie 1940 przez Hiszpanię udał się do Portugalii, gdzie spędził 4 miesiące. Na początku 1941 roku przeniósł się do Brazylii. Przebywał tam prawie dwa lata. Początkowo mieszkał w Rio de Janeiro, gdzie znalazł nabywców na swoje obrazy. Malował techniką akwareli widoki Rio de Janeiro i Kurytyby oraz krajobrazy Parany. W 1942 roku przeniósł się do Kurytyby, do swojej kuzynki Marii Bochdan-Niedenthal. Wkrótce otrzymał wizę kanadyjską dla siebie i towarzyszącej mu Zofii Mikuckiej. Przez Miami i Nowy Jork udał się do Ottawy. W grudniu 1942 roku miał swoją pierwszą kanadyjską wystawę w montrealskim Museum of Art. Podróżował po Kanadzie i USA w poszukiwaniu motywów malarskich. Jego sponsorem była kanadyjska kolej, co dawało mu prawo do bezpłatnych biletów dla niego i Zofii Mikuckiej. Zimę 1943 spędził w Górach Skalistych. Pobyt ten zaowocował cyklem obrazów wystawianych następnie na wielu wystawach w latach 1944–1949. Pobyt w 1950 w Nowym Jorku przyniósł wiele obrazów, których część udało mu się sprzedać na miejscu. Następne lata pomimo kłopotów ze wzrokiem były okresem intensywnej twórczości plastycznej i literackiej. Po śmierci w 1953 w Warszawie żony Bronisławy Dziadosz zawarł związek małżeński z Zofią Mikucką. W 1957 udar mózgu i częściowy paraliż zmusił go do porzucenia malarstwa olejnego, uprawiał nadal akwarelę. Otrzymał też pomoc materialną z Radia Wolna Europa oraz od rządu w Québec. W 1959 na zaproszenie córki Zofii Malczewskiej-Kondrackiej odwiedził Polskę. Pomimo ogromnej tęsknoty za Zakopanem i Tatrami nie zdecydował się powrócić na stałe. Opis podróży i motywy swojej decyzji opisał we Wspomnieniach z Polski opublikowanych w londyńskich „Wiadomościach”. Od 1961 był na utrzymaniu swojej córki Zofii, w 1964 odbyła się w Montrealu jego ostatnia wystawa. Zmarł w szpitalu w Montrealu i w tym mieście został pochowany.
W dwudziestoleciu międzywojennym Rafał Malczewski zyskał znaczną sławę jako malarz. Prezentował prace na wielu wystawach zbiorowych i indywidualnych, w kraju i za granicą (Międzynarodowe Biennale w Wenecji w 1932, Berlin, Helsinki, Los Angeles, Moskwa, Nowy Jork). Otrzymał specjalną nagrodę prezydenta Mościckiego, złoty laur Polskiej Akademii Literatury za zasługi na polu plastyki, a także złoty medal za obraz Wiosna w górach na Wystawie Światowej Sztuki i Techniki w Paryżu w 1937. Malował krajobrazy, a zwłaszcza senne stacyjki kolejowe, małe miasteczka, tatrzańskie hale, błotniste drogi, pejzaże fabryczne ze Śląska oraz portrety. Upraszczał kształty, celowo prymitywizował, co zbliżało jego styl do charakteru twórczości dziecięcej czy nieprofesjonalnej. Koloryt jego prac sprowadzony jest do kilku podstawowych barw o podobnym natężeniu, a faktura jest zazwyczaj gładka i lśniąca.
Rafał Malczewski był także autorem felietonów, ukazujących specyficzną atmosferę Zakopanego w okresie międzywojennym:
- Od cepra do wariata,
- Narkotyk gór. Nowele tatrzańskie (1928),
- Pępek świata. Wspomnienia z Zakopanego (wydane w postaci książkowej w Wydawnictwie LTW)[1]

## Odznaczenia
- Złoty Wawrzyn Akademicki (4 listopada 1937)[2]

## Wywód genealogiczny
| 4. Julian Malczewski                 |  |                                       |  |  |                                       |
|                                      |  | 2. Jacek Malczewski ur. 1854 zm. 1929 |  |  |                                       |
| 5. Maria Korwin-Szymanowska zm. 1898 |  |                                       |  |  |                                       |
|                                      |  |                                       |  |  | 1. Rafał Malczewski ur. 1892 zm. 1965 |
| 6. Fortunat Gralewski                |  |                                       |  |  |                                       |
|                                      |  | 3. Maria Gralewska                    |  |  |                                       |
| 7. Maria zm. po 1913                 |  |                                       |  |  |                                       |
|                                      |  |                                       |  |  |                                       |